# Keur Mboucki
Keur Mboucki (ou Keur Mbouki) est une localité du Sénégal, située dans le département de Birkilane et la région de Kaffrine.
C'est le chef-lieu de l'arrondissement de Keur Mboucki depuis la création de celui-ci par un décret du 10 juillet 2008.